# Mateata Maamaatuaiahutapu
 (juillet 2019).
Si vous disposez d'ouvrages ou d'articles de référence ou si vous connaissez des sites web de qualité traitant du thème abordé ici, merci de compléter l'article en donnant les références utiles à sa vérifiabilité et en les liant à la section « Notes et références ».
 (juillet 2019).
Mateata Maamaatuaiahutapu, née en 1968 à Papeete, chef-lieu de Tahiti, Polynésie française est la directrice de la chaîne locale tahitienne privée, Tahiti Nui TV (TNTV).
Elle est la fille de Maco Tevane et la sœur de Heremoana Maamaatuaiahutapu, tous deux personnalités politiques (ils ont tous les deux été ministres de Polynésie française) et de la culture à  Tahiti,.

## Biographie
Née en 1968 à Papeete
Elle part faire ses études en France métropolitaine, où elle obtient un DUT de journalisme à l'IUT de Bordeaux. Elle obtient également une licence en histoire-géographie, puis une maîtrise en sciences de l’information et de la communication à Bordeaux, puis revient à Tahiti en 1994.
Elle travaille alors à RFO comme pigiste.
En 2000, Béatrice Vernaudon, alors ministre de la Solidarité sous le gouvernement de Gaston Flosse, lui demande de l'accompagner dans une campagne de promotion des femmes en politique dans le cadre de la loi sur la parité. Elle participe alors à l'association Te hine manihiti chargée de cette campagne.
Gaston Flosse lui propose le poste de rédactrice en chef de TNTV.
En 2009, elle devient directrice d'antenne.
En juillet 2015, elle est nommée directrice générale de la chaîne, son entrée en fonction est effective le 1er aout 2015,,. Elle succède à Philippe Roussel qui fut à la tête de la chaîne d’octobre 2013 à juillet 2015.
En mars 2016, elle explique qu'elle veut orienter la chaîne de télévision vers plus de production locale.